# Jeolla Południowa
Jeolla Południowa (kor. 전라남도) – prowincja w południowo-zachodniej części Korei Południowej. Została założona w 1896 roku z południowej części dawnej prowincji Jeolla. Stolicą i zarazem największym miastem jest Gwangju, miasto-metropolia z odrębnymi władzami.

## Geografia
Prowincja Jeolla Południowa jest częścią regionu Honam. Od zachodu granicę wyznacza Morze Żółte, od południa Cieśnina Jeju od północy graniczy z prowincją Jeolla Północna a od wschodu z prowincją Gyeongsang Południowy. Na terytorium prowincji składa się prawie 2000 wysp, z czego trzy czwarte są niezamieszkane. Linia brzegowa wynosi 6100 km.

## Produkty
Produkty rolnicze to przede wszystkim: ryż, pszenica, jęczmień, ziemniaki, rośliny strączkowe, warzywa i owoce, bawełna. Produkty morskie to przede wszystkim ostrygi oraz trawa morska. Wydobywa się niewielkie ilości złota oraz węgla.

## Podział administracyjny
Jeolla Południowa podzielona jest na 5 miast (kor. si) oraz 17 powiatów (kor. gun).

### Miasta
- Gwangyang (광양시, 光陽市)
- Mokpo (목포시, 木浦市)
- Naju (나주시, 羅州市)
- Suncheon (순천시, 順天市)
- Yeosu (여수시, 麗水市)

### Powiaty
- Boseong (보성군, 寶城郡)
- Damyang (담양군, 潭陽郡)
- Gangjin (강진군, 康津郡)
- Goheung (고흥군, 高興郡)
- Gokseong (곡성군, 谷城郡)
- Gurye (구례군, 求禮郡)
- Haenam (해남군, 海南郡)
- Hampyeong (함평군, 咸平郡)
- Hwasun (화순군, 和順郡)
- Jangheung (장흥군, 長興郡)
- Jangseong (장성군, 長城郡)
- Jindo (진도군, 珍島郡)
- Muan (무안군, 務安郡)
- Sinan (신안군, 新安郡)
- Wando (완도군, 莞島郡)
- Yeongam (영암군, 靈巖郡)
- Yeonggwang (영광군, 靈光郡)

## Klasztory buddyjskie
- Daeheung sa
- Jeonghye sa
- Cheoneun sa
- Hwaeom sa
- Geumtap sa
- Mihwang sa
- Baegyang sa
- Baekryeon sa
- Borim sa
- Seonam sa
- Songgwang-sa
- Ssangbong sa
- Taean sa
- Daeheung sa
- Unju sa